# Edward W. Zdunek
Edward W. Zdunek (* 20. Dezember 1897 in New York City; † Dezember 1963 ebenda) war der erste Generaldirektor der Adam Opel AG nach dem Zweiten Weltkrieg. Seine Amtszeit dauerte von November 1948 bis Februar 1961. Anschließend war er bis 1962 Vorsitzender des Aufsichtsrats.

## Biografie
Im November 1948 übernahm General Motors nach dem Zweiten Weltkrieg wieder die Führung der Adam Opel AG. Zdunek wurde zum neuen Generaldirektor von Opel ernannt. Zuvor war er Leiter der „General Motors Overseas Operations Division“ für Europa.
Unter seiner Leitung erlebte Opel in den Nachkriegsjahren einen starken wirtschaftlichen Erfolg. Er war für den Bau eines neuen, über eine Milliarde DM teuren, Opel-Werks in Bochum verantwortlich, welches er gegen örtlichen Widerstand durchsetze.
Zdunek starb 1962 in seiner Geburtsstadt New York.